# اسوالد آخنباخ
اسوالد آخنباخ (انگلیسی: Oswald Achenbach؛ ۲ فوریهٔ ۱۸۲۷ – ۱ فوریهٔ ۱۹۰۵) یک نقاش اهل آلمان بود.